# Enos Lyberth
Enos Nikodemus Jakob Lyberth (* 25. Mai 1931 in Maniitsoq; † 16. Mai 2016) war ein grönländischer Politiker (Siumut).

## Leben
Enos Lyberth war der Sohn von Ole „Ôlínguaĸ“ Holger Gerth Lyberth (1895–?) und seiner Frau Raka Elisabeth Katrine Dahl (1895–?). Er war dreimal verheiratet: Seine erste Frau Marie starb schon jung 1960, seine zweite Amalie 2013, allerdings war er bereits seit 1998 mit Rosine verheiratet. Er hinterließ Kinder, Enkel und Urenkel. Zudem war er der Onkel des bekannten Musikers Rasmus Lyberth (* 1951).
Enos Lyberth wurde in Nuuk und Dänemark zum Telegrafisten ausgebildet. Schon in den 1970er Jahren interessierte er sich für Politik und arbeitete für die 1979 vollzogene Einführung der Hjemmestyre. Er zog häufig um und lebte in zahlreichen Orten der Westküste Grönlands. Von 1983 bis 1993 war er Mitglied im Rat der Gemeinde Qaqortoq. Er kandidierte bei der Parlamentswahl 1991, wurde aber nicht gewählt.
1993 ging er in Rente und begann sich intensiv für Seniorenrechte einzusetzen. Er wurde 1993 Leiter des Erholungsheims Allu, was er bis 1999 blieb. 1984 hatte er die Altenvereinigung De Ældres Røst in Qaqortoq mitgegründet, wo er von 1993 bis 2002 Vorsitzender war, zudem veranstaltete er Altenkonferenzen und an Knud Rasmussens Højskole die Altenhochschulen. Von 1995 bis 2002 war er Präsident der Altenabteilung des Inuit Circumpolar Council. Er kandidierte als einziger Kandidat über 70 Jahren bei der Parlamentswahl 2002 und wurde ins Inatsisartut gewählt, wo er mehr als dreimal so alt war wie die 22-jährige Abgeordnete Marie Fleischer. Bei der Wahl 2005 erhielt er nicht mehr genügend Stimmen und schied aus dem Parlament aus.
Am 1. August 1990 erhielt er den Nersornaat in Silber, 2004 einen Gnadenbeweis von Königin Margrethe II. und 2011 einen Ehrenpreis der Qeqqata Kommunia.